# Eugenie Forde
Eugenie Forde (22 de junio de 1879-5 de septiembre de 1940) fue una actriz cinematográfica estadounidense que trabajó en el cine mudo. 
Protagonizó un total de 73 filmes entre 1912 y 1927, con títulos tales como The Diamond from the Sky (1915) y Wives and Other Wives, con actores de la talla de Charlotte Burton y William Garwood.
Fue la madre de la actriz Victoria Forde.
Falleció en Van Nuys, California, en 1940.

## Filmografía seleccionada
- Captain Salvation (1927)
- That's My Baby (1926)
- Cameo Kirby (1923)
- Fortune's Mask (1922)
- The Virgin of Stamboul (1920)
- Bonnie Bonnie Lassie (1919)
- Wives and Other Wives (1918)
- The Undertow (1916)
- True Nobility (1916)
- The Smugglers of Santa Cruz (1916)
- The Great Question (1915)
- The Diamond from the Sky (1915)
- The Power of Melody (1912)